# Teucholabis (Teucholabis) omissa
Teucholabis (Teucholabis) omissa is een tweevleugelige uit de familie steltmuggen (Limoniidae). De soort komt voor in het Neotropisch gebied.